# 圣恩尔马尔
圣恩尔马尔是德国巴伐利亚州的一个市镇。总面积36.86平方公里，总人口1559人，其中男性807人，女性752人（2011年12月31日），人口密度42人/平方公里。